# 西甲硅油
西甲硅油（INN：simeticone，USAN：simethicone）是一種灰色半透明黏性液体，胃镜检查时用作消泡劑（抗泡沫药），另作排气药及制剂中的释放剂。臨床上主要用於舒緩由過量氣體引起的腹部脹氣、不適或疼痛。

## 醫療用途

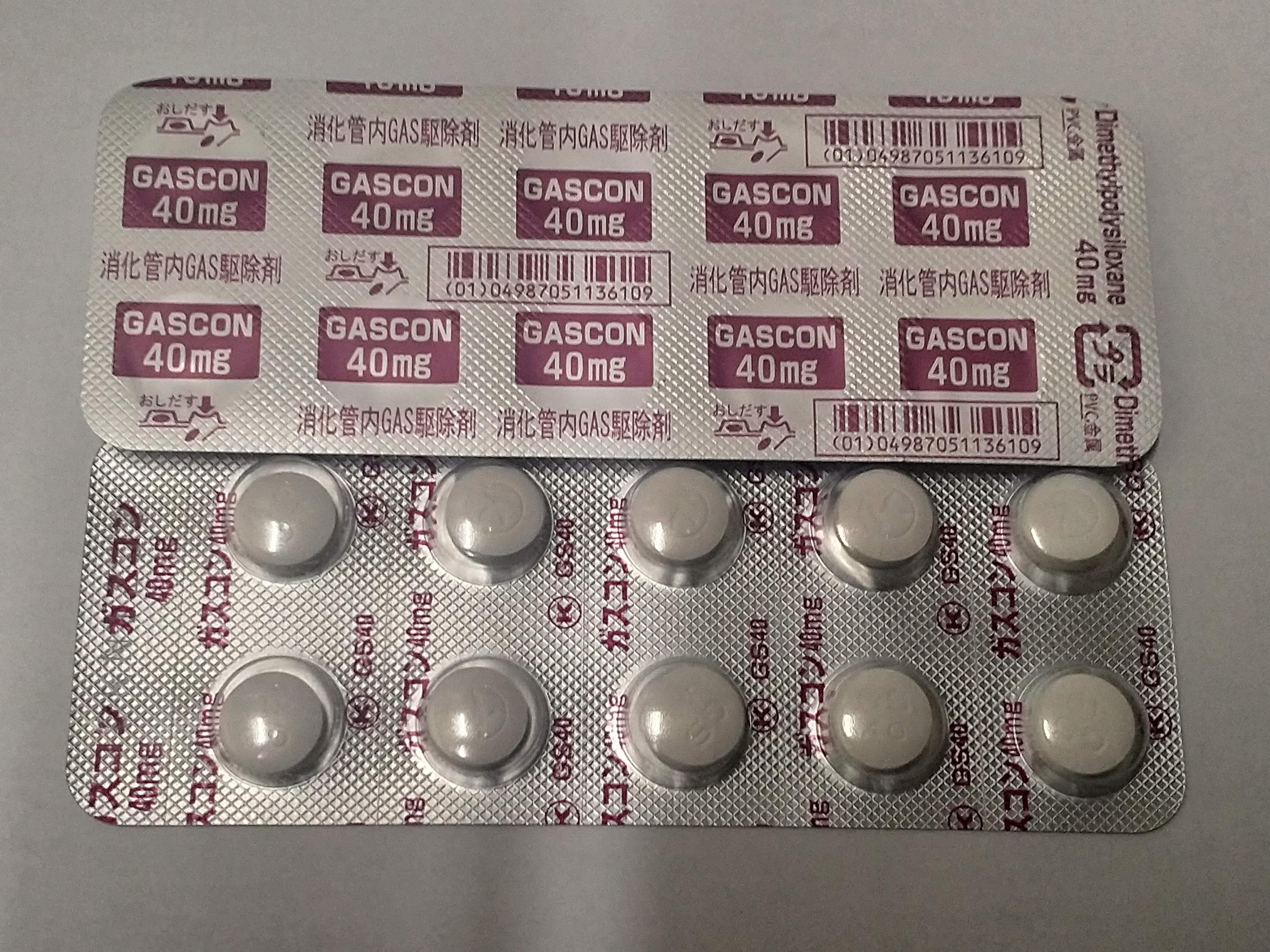
西甲硅油40mg口服片，以商品名Gascon銷售

西甲硅油主要用於舒緩消化道內由過量氣體所引起的病症，當中包括腹脹、打嗝和胃腸氣。
但現時缺乏證據表明西甲硅油對以上用途有效。
現時沒有證據表明西甲硅油可用於治療嬰兒哭鬧，而且不建議用於此目的。
西甲硅油並沒有已知的副作用。

## 藥理學
西甲硅油是一種消泡劑，可降低氣泡的表面張力 ，使其在消化道中結合成較大的氣泡，從而促進氣泡的排出。西甲硅油不能減少或阻止氣體產生。

## 化學成分
西甲硅油的化學成分是聚二甲基矽氧烷（α-(trimethylsilyl)-ω-methylpoly[oxy(dimethylsilylene)]）與二氧化硅組成的混合物。

## 歷史
西甲硅油的国际非专利药品名称是simeticone。它在1999年被添加到INN推薦名單中。
西甲硅油以許多不同的商品名或作為复方制剂銷售。同時它也可作獸用藥銷售。